# Babarczy Imre (altábornagy)
Babarczi báró Babarczy Imre (1818 – Bécs, 1881. december 24.) császári és királyi kamarás, nyugalmazott altábornagy és az I. arciere testőrségnél alhadnagy és házparancsnok, Babarczy Imre alispán és színműíró fia.

## Élete
A szabadságharc alatt a császári hadseregben küzdött és nyíltan kimondta: "Szégyenlem, hogy magyarnak születtem." A szabadságharc bukása után a császári katonai irodában nyert alkalmazást s egy német röpirattal: Bekenntnisse eines Soldaten tette nevét ismertté és honfitársai előtt népszerűtlenné, mert nyíltan ama nézet mellett küzdött, hogy a katonai uralomnak a lefolyt események következtében Ausztriában túlsúlyban kell lennie, mert itt alkotmányos reformok nem lehetnek. E röpirat megjelenése után gyorsan emelkedett katonai pályáján; nemsokára cs. kir. őrnaggyá, 1853. alezredessé nevezték ki. Utóbb altábornagyságra emelkedett s az arcier-testőrség parancsnoka lett. 1855 végén a soproni úrbéri főtörvényszéknek, 1861-ben pedig a kőszegi kereskedelmi táblának elnöke lett. 1855. november 30-án birodalmi báró lett. 1881. december 26-án helyezték örök nyugalomra a bécsi Zentralfriedhofban.

## Munkája
- Bekenntnisse eines Soldaten. Wien, 1850. (2. kiadás. Eger, 1855; az első kiadás névtelenül jelent meg.)